# Kirchberg ob der Donau
Kirchberg ob der Donau – gmina w Austrii, w kraju związkowym Górna Austria, w powiecie Rohrbach. Liczy 1046 mieszkańców (1 stycznia 2015).